# Walter Mercado
 Walter Mercado Salinas (Oceano Atlântico, 9 de março de 1932 — San Juan, 2 de novembro de 2019), também conhecido pelo nome artístico de Shanti Ananda, foi um astrólogo porto-riquenho e personalidade televisiva latino-americana tido como consultor esotérico de muitas celebridades. Em seu último ano de vida, participava do programa Primer Impacto da emissora Univisión.
O astrólogo ficou célebre por seu visual andrógino, conferido pelo gosto extravagante ao vestir, com capas coloridas, normalmente brilhantes, e também pelo penteado volumoso e maquiagem carregada.
Em julho de 2020, a Netflix lançou o documentário "Ligue Djá: O Lendário Walter Mercado" que narra a vida dele. O documentário especialmente produzido para a Netflix foi desenvolvido por Kareem Tabsch, Cristina Costantini e Alex Fumero.

## Carreira

### Fama internacional
Walter Mercado atuou como ator nas telenovelas porto-riquenhas Un adiós en el recuerdo e Larga distancia, assim como em uma escola de artes dramáticas de nome Walter Actors Studio 64. Seu começo como apresentador de televisão ocorreu quando, em um programa do produtor porto-riquenho Elín Ortíz, da rede Telemundo, um artista convidado faltou. Como Mercado estava presente, Ortiz sugeriu que ele aproveitasse os quinze minutos disponíveis para fazer previsões astrológicas usando roupas extravagantes. Após esse evento mostrar-se bem-sucedido, Mercado tornou-se presença regular no programa.
De meados de 1990 a 2010, o vidente foi presença constante no canal norte-americano Univision.
No Brasil, tornou-se conhecido no fim da década de 1990 em chamadas comerciais que anunciavam seu serviço telefônico de consulta astrológica, nas quais utilizava o bordão imperativo «Ligue já!» com peculiar pronúncia hispânica da palavra «já» (ao estilo da pronúncia porto-riquenha de ya, soando como «djá»).

### Shanti Ananda
Em outubro de 2010, Mercado anunciou que deveria a partir de então ser chamado Shanti Ananda, que em sânscrito quer dizer «alegria da paz». Segundo ele, um «ser de luz» lhe fez tal revelação, e por esse motivo ele decidiu assimilar o novo nome, descrito por ele como mais místico e autêntico.
Tal nome espiritual ele recebeu em Poona, localidade de Mumbai, na Índia, no dia 17 de julho de 1974, das mãos do mestre Rajneesh, o Osho.

## Vida pessoal
Em janeiro de 2012, o astrólogo foi internado num hospital de San Juan, em Porto Rico, em virtude de uma pneumonia. Com o agravamento de seu quadro, ele foi transferido para um centro médico especializado em tratamento cardiovascular no Hospital Cleveland, Ohio, Estados Unidos. O vidente afirmou que durante o período de convalescência recebeu apoio de fãs em países como China, Japão, Islândia, Espanha, Portugal e até mesmo do próprio presidente dos EUA, Barack Obama.
Nesse mesmo ano, Mercado afirmou à mídia que abriria uma ONG em Porto Rico com o intuito de promover a melhoria das condições dos jovens dessa ilha caribenha. A inspiração veio após a experiência de quase morte que o astrólogo afirma ter sofrido durante a cirurgia à qual foi submetido.
Walter Mercado faleceu no dia 2 de novembro de 2019 em San Juan, Porto Rico, vítima de insuficiência renal.